# Emilio Bonatti
Emilio Bonatti (Stienta, 11 gennaio 1916 – Rovigo, 4 luglio 2013) è stato un antifascista, partigiano e senatore italiano.
Decorato con la medaglia d'argento al valor militare, il Comandante Murin è stato componente della presidenza nazionale onoraria dell'Anpi e presidente dell'associazione in provincia di Rovigo.
Di famiglia di piccoli contadini abbraccia giovanissimo la militanza antifascista e nel 1932 è tra i fondatori del Pci polesano, costituito alle Zampine di Stienta e guidato dal carpentiere Severino Bolognesi.
In quegli anni Bonatti tiene rapporti anche con il partito a Ferrara da cui riceve il materiale per la propaganda antifascista da far circolare nelle proprie zone, dove il Pci, clandestino come tutti i partiti democratici per le leggi del regime fascista, riesce a strutturarsi in maniera capillare.
Dopo l'8 settembre 1943 il nucleo inizia a organizzare le prime formazioni rendendo Stienta cuore della Resistenza polesana. La prima azione è del 9 settembre quando un gruppo guidato da Bonatti riesce a portare via due mitragliatrici a treppiede e un grosso quantitativo di proiettili dalle postazioni antiaeree di Pontelagoscuro.
In raccordo col gruppo di Stienta nascono formazioni a Castelmassa, Ceneselli, Occhiobello, Santa Maria Maddalena, Ficarolo, Fiesso Umbertiano, Badia Polesine.
Tra le azioni più eclatanti quella al magazzino tedesco di Salara nel giugno 1944 che vede impegnati sessantaquattro uomini delle formazioni garibaldine. Nello scontro a fuoco Bonatti rimane ferito al braccio sinistro e alla schiena.
La consistenza del movimento partigiano e la sua crescita spingono il 26 ottobre 1944 i nazisti e i fascisti a un grande rastrellamento che copre l'area tra Fiesso Umbertiano e Occhiobello. Circa duemila persone vengono concentrate nella piazza di Stienta e molte di queste vengono interrogate nel Teatro Cazzoli.
Grande è il timore che possa accadere il peggio visto che pochi giorni prima, il 15 ottobre 1944, c'era stato l'eccidio di 43 persone a Villamarzana, immediatamente preceduto il 13 da fucilazioni di partigiani a Castelguglielmo.
Il 30 dicembre 1944 la Brigata nera e la Guardia nazionale repubblicana pianificano un secondo rastrellamento, visto che nemmeno la durezza del primo era servita a disarticolare l'attività di guerriglia contro gli occupanti nazisti e i collaborazionisti di Salò.
Alle Zampine viene bruciata una decina di case e sono presi prigionieri circa quaranta ragazzi. Nel corso dell'operazione Bonatti viene arrestato dopo uno scontro a fuoco in cui resta ferito da una raffica di mitra che lo colpisce al femore sinistro, al fianco e gli procura la rottura di tre costole.
Esanime i fascisti lo portano all'ospedale di Trecenta dove resta dodici giorni e viene torturato. In quei giorni arriva anche la notizia della condanna a morte. A salvare Bonatti è l'intervento del professore Ugo Grisetti, medico dell'ospedale di Trecenta che riesce a disporne il trasferimento all'ospedale psichiatrico di Rovigo dove, il 25 marzo, Murin riesce a fuggire con la collaborazione degli infermieri e, dunque, a scampare alla pena capitale. Rimessosi in forze, anche grazie al sostegno di diverse famiglie che lo ospitano a loro rischio e pericolo, torna alla lotta.
La Liberazione in Polesine arriva il 24 aprile 1945 quando l'esercito britannico riesce a piazzare teste di ponte tra Stienta e Gaiba e, dunque, fare il proprio ingresso in provincia di Rovigo. I tedeschi in fuga riescono a fare strage anche nell'ultimo giorno di guerra: a Villadose dove vengono fucilati venti cittadini.
Finita la guerra, Bonatti è tra i protagonisti della ricostruzione del Polesine come dirigente del Pci, amministratore locale e, successivamente, senatore della Repubblica.
È scomparso nel 2013 all'età di 97 anni.